# Пиг-сквил
Пиг-сквил (от англ. pig squeal «свиной визг»), пиг-войс (от англ. pig voice «свиной голос»), или пиг-скрим (англ. pig scream «свиной крик») — вокальная техника, использующаяся в экстремальных направлениях метала. Особенно характерна для дэткора, грайндкора и брутального дэт-метала. Пиг-сквил в дэткор-сцене более известен как BREE.

## История
Пиг-сквил наряду с гроулингом сопровождали (или, возможно, можно рассматривать как ответ на) поиски окончательного звукового выражения «тяжести» в музыкальном тембре, чаще всего достигаемого путём повышения или понижения обертонов в ущерб основному тону. Получил распространение в середине 90-х годов, благодаря развитию экстремальных поджанров грайндкора и дэт-метала, такими коллективами, как Cock and Ball Torture. В конце 2000-х пиг-сквил стал популярен благодаря таким кор-коллективам, как All Shall Perish, Job for a Cowboy (только их дебютный мини-альбом — Doom), Annotations of an Autopsy, Despised Icon, Dr. Acula, Misericordiam и другим андеграундным коллективам, таким как Gentlemen! или Satan Skid Marks.

## Характеристика
Пиг-сквил, исходя из названия, можно охарактеризовать как пронзительный вопль, напоминающий свиной. Слова, произнесённые с использованием данной техники почти невозможно понять. Близким к пиг-сквилу является один из стилей тувинского горлового пения — «чиландык». Также пиг-сквил имеет схожести (некоторыми считается разновидностью) с гроулингом. Одним из отличий пиг-сквила от фрай-скриминга является тот факт, что фрай-скриминг обладает гораздо более резким звучанием. Основой пиг-сквилу служит штробас.

Вокалист произнёс слово «god» пять раз. Рисунки пронумерованы с 1-го по 5-й. Спектральное изображение между 1-м и 2-м — это смех вокалиста, а изображение между 4-м и 5-м — пронзительный бессловесный крик на вдохе, именуемый «пиг-сквилом».

В дэт-метале пиг-сквил фокусируется на гласной букве «и» (часто в дэт-коре) или звуке «ри», зачастую при использовании вдоха. Мимика вокалистов во время пения садистская, злобная в соответствии с тематиками песен. Иногда подобная мимика возникает у вокалистов неосознанно, сама по себе.

## Техника
Согласно Мелиссе Кросс, пиг-сквил в плане техники подобен фрай-скримингу с усилением высоких обертонов, при котором язык сложен ложкой. Вокалисты при звукоизвлечении часто стараются издать звук «бри» с целью усиления хрипа. Издаваемая артикуляция звучит неясно, даже звучит по-любительски, но на самом деле пиг-сквил требует сложного прононса и дыхательных упражнений. Данная техника может быть выполнена как при вдохе, так и на выдохе. В основе пиг-сквила лежит диафрагмальное дыхание.
Пиг-сквил имеет особое звукоизвлечение, которое сильно зависит от опыта вокалиста. Для достижения желаемого результата приходится тренировать мышцы рта и горла. Произношение гласных очень зависит от языка и формы рта, и оказывает сильное влияние на звукоизвлечение.
Ротовая полость играет основную роль в структуре гармоники. Пиг-сквил не всегда пронзителен — высота звука может меняться в зависимости от положения губ, языка и полости рта. Таким образом, при извлечении звука «и» или же «а» голос будет пронзительным, в то время как звук «о» будет низким.

### Техника вдоха
Данный вариант пиг-сквила характеризуется глубокими вдохами и короткими выдохами.
Процесс звукоизвлечения состоит в сокращении межрёберных мышц, которые поднимают грудную клетку вверх, увеличивая объём грудной полости. Давление в плевральной полости уменьшается, из-за чего лёгкие расширяются. Воздух поступает в лёгкие и управляется диафрагмой. Дыхательный канал, сузившись, проводит воздух к верхней части нёба и вглубь глотки, где вибрируют голосовые связки, искажая голос.
Качество голоса сильно зависит от силы вдоха. Во время вдоха добавляются хриплые звуки; результат напоминает приступ астмы. С целью надания звуку пронзительной окраски, делается достаточно глубокий вдох с той же хрипотой; в этот момент губы имеют круглую форму. С помощью прононса согласной «р» более чётко чувствуется извлечение высоких гармоник.
При правильном звукоизвлечении гортань приобретает воронкообразную форму. Слишком глубокие вдохи могут вызвать головокружение и тошноту.

#### Прононс
Достижение гласных звуков напрямую зависит от формы ротовой полости, положения губ и языка. Положение органов ротовой полости, свойственное для артикуляции каждого гласного, в значительной степени такое же, как при обычном пении или речи. Артикуляция шумных согласных при подобном гортанном звукоизвлечении невозможна. Согласные достигаются в основном с помощью прижатия языка к нёбу, губы играют очень малую роль.

### Техника выдоха
Во время выдоха диафрагма расслабляется и прогибается вверх. С увеличением давления воздуха в брюшной полости, грудная клетка сокращается. Из лёгких выходит воздух и давление в них увеличивается. Воздух выходит из лёгких через горло, которое вибрирует, делая этим громче голос. Во время выступлений вокалисты также могут задействовать грудное дыхание, но ведущие вокалисты отдают предпочтение брюшному. Данная техника сложнее пиг-сквила на вдохе, из-за чего используется редко.
В плане звукоизвлечения данная техника эффективнее, чем вариант с вдохом. При вдохе характер голоса, как правило, слабее.

#### Прононс
Гласные достигаются точно также, как в технике вдоха, однако есть различия в форме губ и положении языка.